# Astiria
Astiria é um género botânico pertencente à família Malvaceae.